# ولایت تاشکند
ولایت تاشکند (به ازبکی: Toshkent viloyati، تاشکېنت ولایتی) یکی از ولایت‌های کشور ازبکستان است.
وسعت آن ۱۵٬۳۰۰ کیلومتر مربع و جمعیت آن ۳٬۰۵۱٬۸۰۰ تن است. این ولایت، پرجمعیت‌ترین واحد تقسیماتی ازبکستان می‌باشد. یکی از شاخه‌های اصلی سیردریا (سیحون)، با نام رود چیرچیق از درون این ولایت عبور می‌کند
با وجود این‌که پایتخت ازبکستان، شهر تاشکند، در این ولایت واقع شده است، این شهر از نظر اداری مستقل از ولایت بوده و به عنوان «شهر در سطح ولایت» طبقه‌بندی شده است. مرکز این ولایت شهر نورافشان است.

نام تاشکند از دو جزء تشکیل دشه است. تاش صورت دیگر چاچ نام باستانی ایرانی این منطقه است و کَند در زبان سغدی (از زبان‌های ایرانی) به معنی شهر است.

## تقسیمات ولایت

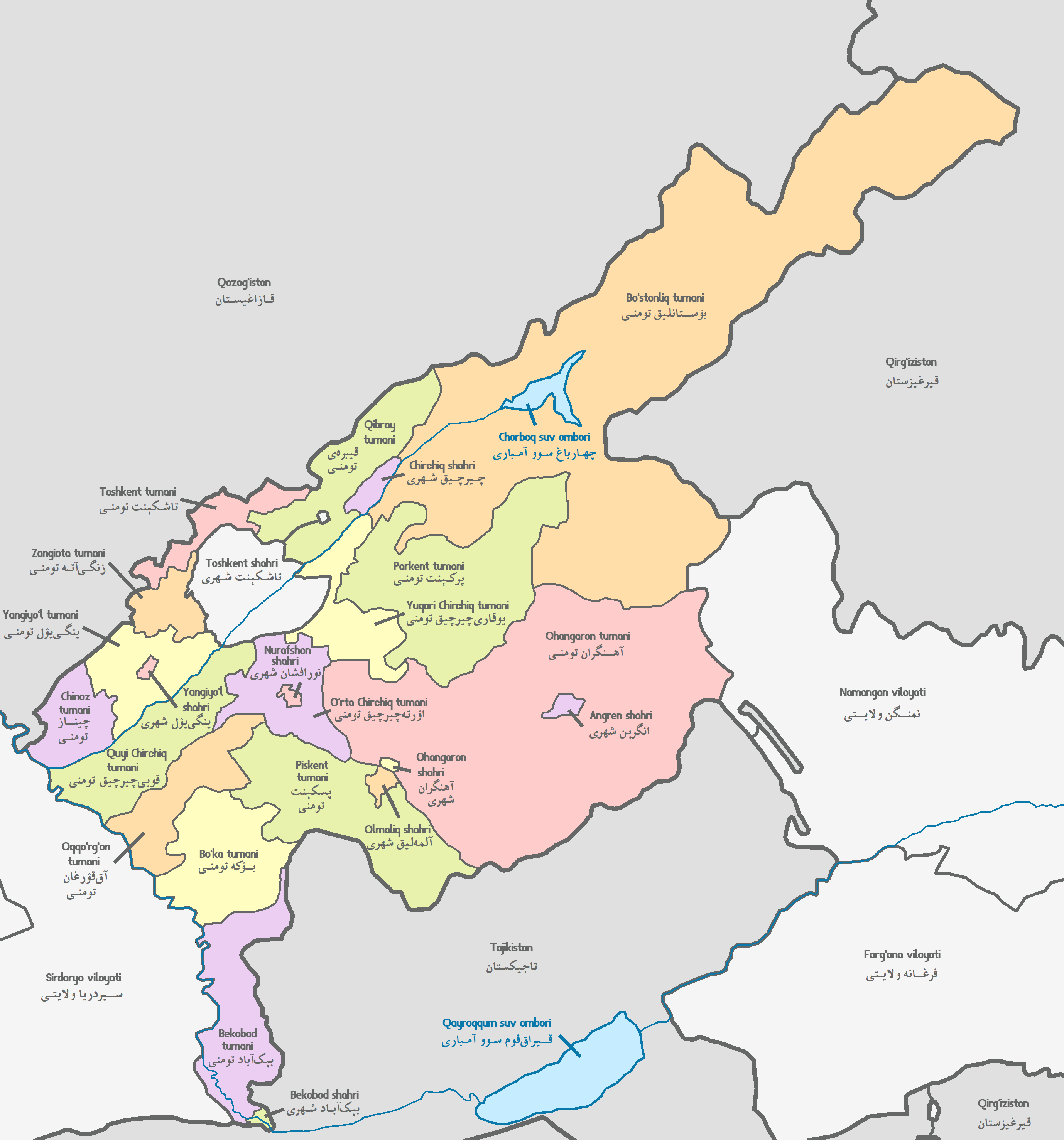

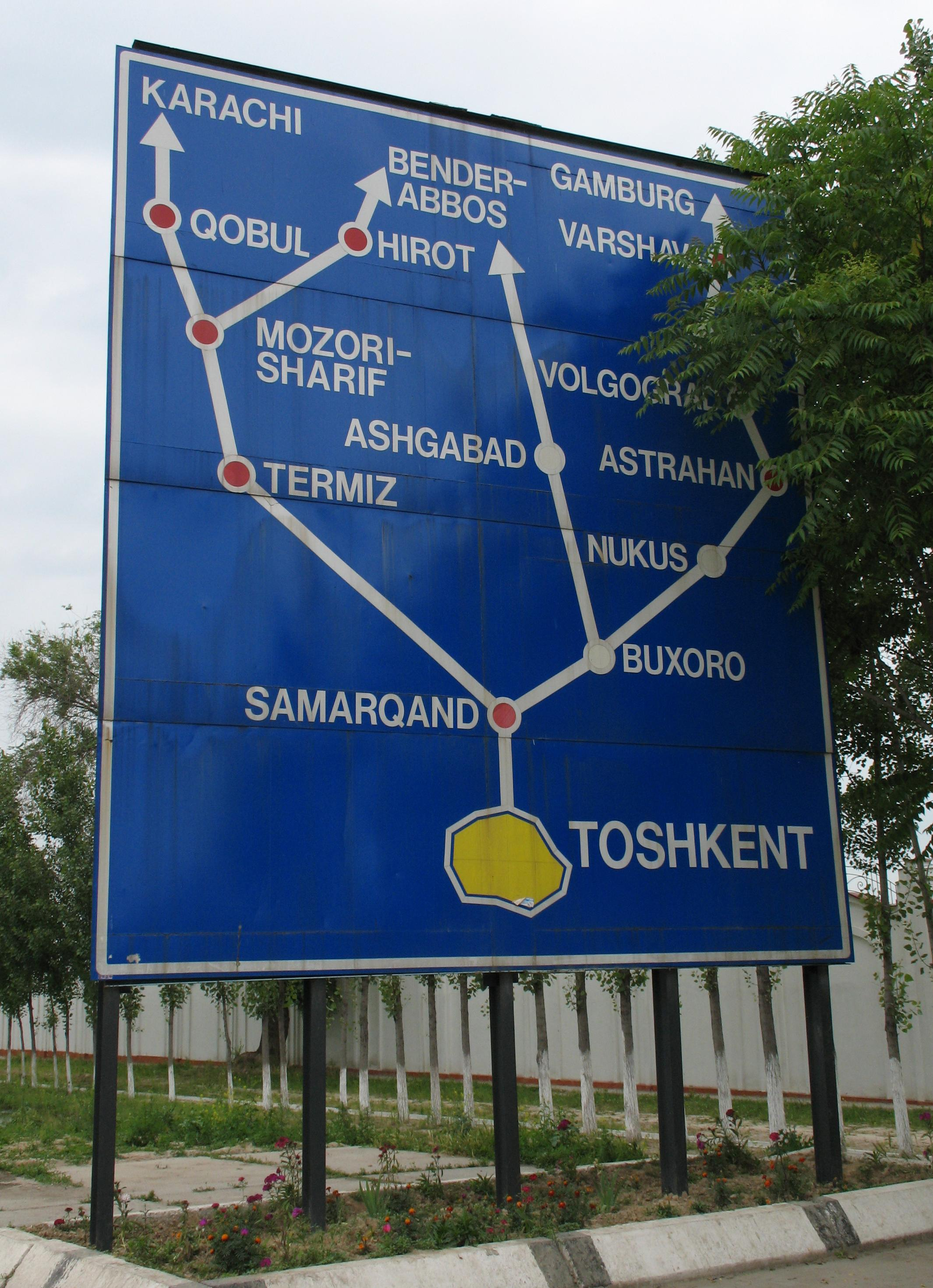

ولایت تاشکند متشکل از ۷ شهر «در سطح شهرستان» و ۱۵ شهرستان می‌باشد.
| ردیف | نام شهر/شهرستان      | مرکز اداری     | نام به ازبکی                              | نام به روسی                                    | مساحت(km۲) | جمعیت (تخمین سال ۲۰۲۴) |
| ---- | -------------------- | -------------- | ----------------------------------------- | ---------------------------------------------- | ---------- | ---------------------- |
| ۱    | شهر آلمه‌لیق          | شهر آلمه‌لیق    | Omlaliq shahri آلمه‌لیق شهری               | город Алмалык gorod Almalyk                    | ۲۵         | ۱۴۶٬۶۰۰                |
| ۲    | شهر انگرن            | شهر انگرن      | Angren shahri انگرېن شهری                 | город Ангрен gorod Angern                      | ۳۶         | ۱۸۲٬۴۰۰                |
| ۳    | شهر آهنگران          | شهر آهنگران    | Ohangaron shahri آهنگران شهری             | город Ангрен gorod Angern                      | ۱۲         | ۴۱٬۴۰۰                 |
| ۴    | شهر بیک‌آباد          | شهر بیک‌آباد    | Bekobod shahri بېک‌آباد شهری               | город Бекабад gorod Bekabad                    | ۲۹         | ۱۰۴٬۳۰۰                |
| ۵    | شهر چیرچیق           | شهر چیرچیق     | Chirchiq shahri چیرچیق شهری               | город Чирчик gorod Chirchiq                    | ۴۵         | ۱۷۲٬۹۰۰                |
| ۶    | شهر نورافشان         | شهر نورافشان   | Nurafshon shahri نورافشان شهری            | город Нурафшан gorod Nurafshan                 | ۳۰         | ۵۶٬۲۰۰                 |
| ۷    | شهر ینگی‌یول          | شهر ینگی‌یول    | Yangiyo‘l shahri ینگی‌یۉل شهری             | город Янгиюль gorod Yangiyul'                  | ۱۱         | ۸۵٬۵۰۰                 |
| ۸    | شهرستان آق‌قرغان      | شهر آق‌قرغان    | Oqqoʻrgʻon tumani آق‌قۉرغان تومنی          | Аккурганский район Akkurganskiy rayon          | ۴۰۰        | ۱۱۲٬۱۰۰                |
| ۹    | شهرستان آهنگران      | شهر آهنگران    | Ohangaron tumani آهنگران تومنی            | Ахангаранский район Akhangaranskiy rayon       | ۳۱۹۰       | ۱۱۱٬۲۰۰                |
| ۱۰   | شهرستان بستان‌لیق     | شهر غزال‌کند    | Boʻstonliq tumani بۉستانلیق تومنی         | Бостанлыкский район Bostanlykskiy rayon        | ۵۷۰        | ۱۷۶٬۷۰۰                |
| ۱۱   | شهرستان بوکه         | شهر بوکه       | Boʻka tumani بۉکه تومنی                   | Букинский район Bukinskiy rayon                | ۵۹۰        | ۱۳۴٬۴۰۰                |
| ۱۲   | شهرستان بیک‌آباد      | شهرک ظفر       | Bekobod tumani بېک‌آباد تومنی              | Бекабадский район Bekabadskiy rayon            | ۷۶۰        | ۱۶۵٬۷۰۰                |
| ۱۳   | شهرستان پرکند        | شهر پرکند      | Parkent tumani پرکېنت تومنی               | Паркентский район Parkentskiy rayon            | ۱٬۰۸۰      | ۱۷۸٬۲۰۰                |
| ۱۴   | شهرستان پسکند        | شهر پسکند      | Piskent tumani پسکېنت تومنی               | Пскентский район Pskentskiy rayon              | ۷۹۰        | ۱۰۱٬۵۰۰                |
| ۱۵   | شهرستان تاشکند       | شهر کلس        | Toshkent tumani تاشکېنت تومنی             | Ташкентский район Tashkentskiy rayon           | ۱۶۵        | ۱۹۸٬۵۰۰                |
| ۱۶   | شهرستان چیرچیق بالا  | شهرک ینگی‌بازار | Yuqori Chirchiq tumani یوقاری‌چیرچیق تومنی | Юкарычирчикский район Yukorichirchikskiy rayon | ۴۴۰        | ۱۳۹٬۲۰۰                |
| ۱۷   | شهرستان چیرچیق پایین | شهر دوست‌آباد   | Quyi Chirchiq tumani قویی‌چیرچیق تومنی     | Куйичирчикский район Kuyichirchikskiy rayon    | ۵۶۰        | ۱۱۵٬۹۰۰                |
| ۱۸   | شهرستان چیرچیق وسطی  | شهرک قره‌سو     | Oʻrta Chirchiq tumani اۉرته‌چیرچیق تومنی   | Уртачирчикский район Urtachirchikskiy rayon    | ۵۱۰        | ۱۳۷٬۰۰۰                |
| ۱۹   | شهرستان چیناز        | شهر چیناز      | Chinoz tumani چیناز تومنی                 | Чиназский район Chinazskiy rayon               | ۳۴۰        | ۱۴۵٬۵۰۰                |
| ۲۰   | شهرستان زنگی‌آته      | شهرک ایشان‌گذر  | Zangiota tumani زنگی‌آته تومنی             | Зангиатинский район Zangiatinskiy rayon        | ۱۹۰        | ۱۷۱٬۲۰۰                |
| ۲۱   | شهرستان قیبرئی       | شهرک قیبرئی    | Qibray tumani قیبره‌ی تومنی                | Кибрайский район Kibrayskiy rayon              | ۵۵۹        | ۱۷۵٬۴۰۰                |
| ۲۲   | شهرستان ینگی‌یول      | شهرک گل‌بهار    | Yangiyoʻl tumani ینگی‌یۉل تومنی            | Янгиюльский район Yangiyul'skiy rayon          | ۴۲۰        | ۲۰۰٬۰۰۰                |

1. ↑  شهر آهنگران مرکز اداری شهرستان آهنگران می‌باشد، اما تحت تابعیت اداری آن نیست. شهر آهنگران شهر مستقل از شهرستان می‌باشد.

در کل، در ولایت تاشکند، ۱۷ شهر وجود دارد، که ۷ تای آنان، از نظر تقسیمات اداری، به عنوان «در سطح شهرستان» و مستقل از تابعیت شهرستان‌ها، و ۱۰ تای دیگر آنان در تابعیت ۱۵ شهرستان این ولایت تعریف شده‌اند.
در این ولایت، ۱۸ شهرک و ۱۴۶ جماعت دهات نیز وجود دارد.
| - آق‌قرغان (شهرستان آق‌قرغان) - آلمه‌زار (شهرستان چیناز) - آلمه‌لیق («شهر در سطح شهرستان») - اَنگرَن («شهر در سطح شهرستان») - آهنگران («شهر در سطح شهرستان») - بوکه (شهرستان بوکه) - بیک‌آباد («شهر در سطح شهرستان») - پَرکند (شهرستان پرکند) - پِسکند (شهرستان پسکند) | - چیرچیق («شهر در سطح شهرستان») - چیناز (شهرستان چیناز) - دوست‌آباد (شهرستان چیرچیق پایین) - غزال‌کند (شهرستان بستان‌لیق) - کِلِس (شهرستان تاشکند) - نورافشان («شهر در سطح شهرستان») - ینگی‌آباد (شهر «در سطح شهرستان» انگرن) - ینگی‌یول («شهر در سطح شهرستان») |  |